# Gaycation
Gaycation (vereinzelt auch Gaycation with Ellen Page) ist eine US-amerikanisch-kanadische Dokumentarserie des Senders Viceland, der zu dem Medienunternehmen Vice Media des gleichnamigen Magazins gehört. Sie feierte am 2. März 2016 ihre Premiere, an diesem Datum ging auch der Sender selbst an den Start. Moderiert wurde das Programm über die Lage der LGBT-Gemeinschaft in mehreren Ländern von Elliot Page sowie dem amerikanischen Künstler und Filmemacher Ian Daniel.

## Inhalt
Elliot Page und Ian Daniel reisten in verschiedene Länder beziehungsweise US-Bundesstaaten, wo sie Personen über die dortige Situation der LGBT-Gemeinschaft befragten. Die Interviewpartner waren unter anderem deren Mitglieder, Betreiber von LGBT-relevanten Treffpunkten wie Bars oder Läden, Aktivisten, die sich auch bei Hilfsorganisationen wie der ACLU oder Planned Parenthood für nicht-heterosexuelle Menschen einsetzen, zudem Personen, die diesen gegenüber negativ eingestellt waren, beispielsweise ein Rastafari-Ältester oder ein ehemaliger brasilianischer Polizist, der laut eigener Aussage gegen Bezahlung in Favelas LGBT-Personen ermordet, sich allerdings inkognito interviewen ließ. Einige Personen hatten auch eine eher ungewöhnliche Sichtweise auf die LGBT-Gemeinschaft, wie zwei fujoshi (japanisch 腐女子, übersetzt etwa „verdorbene Frauen“), weibliche Yaoi-Fans, die Page und Daniel ein Erotik-Hörbuch zeigten.
Weitere Gesprächspartner waren Prominente wie der Politiker Jair Bolsonaro, der während des Interviews neben der Beantwortung der Fragen mit Page flirtete, oder die Künstlerin Marie-Pierre Pruvot, die schilderte, wie sie am Anfang ihrer Karriere typische Geschlechterrollen anfechten wollte. Die Moderatoren nahmen zudem gelegentlich an lokalen Bräuchen teil, so tanzten sie beispielsweise mit First Nations auf einem Powwow und wurden in einer anderen Folge in einem Zen-Tempel von einem Priester als Freunde „verheiratet“.
Auch unternahmen Page und Daniel mehrere „Selbstversuche“, indem sie unter anderem die Behauptung des bekannten Gurus Ramdev testeten, dass sich Homosexualität mit bestimmten Yoga-Übungen „ablegen“ lasse, zudem ließ sich Daniel in mehreren Episoden als Frau herrichten, unter anderem von einem Drag-Künstler und einem Theaterregisseur, der ihn in der weiblichen Hauptrolle in einem Stück über den Antebellum South (eine Southern Belle) besetzte.
In der ersten Staffel begaben sich Page und Daniel nach Japan, Brasilien, Jamaika, Kanada, New York, Iowa, Kalifornien und Illinois. In der zweiten Staffel reisten sie in die Ukraine und nach Indien, während Daniel allein nach Frankreich beziehungsweise Texas, Louisiana, Alabama, Mississippi und Georgia ging.
In einer Spezialfolge nach der ersten Staffel sprachen Page und Daniel mit Angehörigen beziehungsweise überlebenden Opfern des Anschlags von Orlando, in einer zweiten aus dem Jahr 2017 erläuterten sie mithilfe von Politik-Experten und direkt Betroffenen in Washington und Indiana die potentiellen Folgen für die LGBT-Gemeinschaft der Vereinigten Staaten unter der Trump-Regierung.

## Produktion
Vor dem Start von Viceland am 29. Februar 2016 wandte sich der Regisseur und Co-Präsident des Senders Spike Jonze an Elliot Page und fragte nach Ideen für Serien des neuen Kanals. Page, der im Jahr 2014 sein Coming-out als Lesbe hatte, schlug ihm eine von ihm selbst moderierte Reisesendung aus einer LGBT-Sichtweise vor. Jonze war damit einverstanden, legte Page aber nahe, sich einen Co-Moderator zu suchen. Er entschied sich für seinen homosexuellen Freund Ian Daniel, einen Kurator und Filmemacher.
Die Dreharbeiten starteten im Juni 2015 in New York. Noch vor der Ausstrahlung entwickelte sich ein Gespräch von Page mit Ted Cruz auf einem State Fair in Des Moines, während dem er ihm Fragen zur religiös motivierten Diskriminierung der LGBT-Gemeinschaft stellte, die dieser zunächst ausweichend beantwortete und schließlich gänzlich das Thema wechselte, durch Handyaufnahmen von umstehenden Personen zu einem viralen Video. Die Unterhaltung war schließlich eines der Themen der Episode, in der es um die Situation queerer Personen in den Vereinigten Staaten allgemein ging.
Am 13. Mai wurde die offizielle Verlängerung der Serie um eine zweite Staffel öffentlich von Viceland bekannt gegeben. Bevor diese am 7. September ihre Premiere feierte, wurde am 24. August die Spezial-Folge über die Folgen des Anschlags von Orlando für die örtliche LGBT-Gemeinschaft ausgestrahlt. Die Serie wurde nicht für eine dritte Staffel verlängert, dafür produzierte der Sender eine am 30. April 2017 veröffentlichte zweite Spezial-Episode, in der Page und Daniel in Gesprächen mit Betroffenen die möglichen Konsequenzen der Präsidentschaft Donald Trumps für LGBT-Personen im Land besprachen.

## Kritik
In der Internet Movie Database erhielt die Serie eine Bewertung von 7,7 aus zehn Sternen basierend auf 1317 abgegebenen Stimmen. Auf Rotten Tomatoes beträgt die durchschnittliche Zuschauer-Bewertung 100 Prozent.
Kayla Kumari Upadhyaya der Webseite The AV Club war der Ansicht, dass alle Situationen vor allem aus der Sicht von Page betrachtet würden, was an seinem natürlichen Interview-Stil und Sätzen wie I imagine oder It seems to me erkennbar werde. Dies hätte auch Nachteile, so sei ein Schwachpunkt des Programms das ziemlich beengte Verständnis von queerer Kultur trotz des Ziels, ein sehr umfassendes Bild ebendieser in anderen Ländern zu zeichnen. Page und Daniel betrachteten die Geschehnisse nicht aus einem voyeuristischen Winkel, allerdings könnten sie aufgrund ihrer Herkunft nie wirklich verstehen, was es bedeute, woanders queer zu sein. Dies werfe gelegentlich einen abschreckenden Filter auf Gaycation. Jedoch liege im Fokus der Sendung auf die „Ausgrabung“ der Komplexität jedes Landes auch ihre größte Stärke. Page und Daniel bezeichneten keinen Staat als universell LGBT-freundlich oder homophob, vielmehr würden sie mit Statistiken und persönlichen Geschichten versuchen, so viele Aspekte queerer Kultur wie möglich darzustellen. Sie präsentierten sich weder als Aktivisten noch White saviors, auch wirke Gaycation dank des Schwerpunkts auf Kultur statt nur auf Unterdrückung fesselnd. Die Sendung bleibe im Bezug auf LGBT-feindliche Gewalt und Herausforderungen realistisch, während sie auch die positiven Aspekte queeren Alltags feiere. Dies werde besonders in der letzten Folge der ersten Staffel deutlich. Die Moderatoren fokussierten sich in dieser auf Aktivisten und Initiativen, die nicht in Geschichtsbüchern und Mainstream-Medien Erwähnung fänden oder Opfer von Hollywood-Whitewashing wurden. Die Episode sei wie alle vor ihr schonungslos ehrlich über Homophobie und Heterosexismus in den Vereinigten Staaten, aber auch hoffnungsvoll dank Darstellung queerer Liebe, was die Aufrichtigkeit in Pages Sichtweise reflektiere, der bei der Schilderung seines Outings nichts romantisiere oder „märtyrisiere“, sondern offen und ehrlich agiere. Dies stärke auch den intimen Ton der Sendung, die eine solide Balance zwischen Persönlichem und Politischem fände.
Laut Kylie Obermeier von der The Daily Free News, der Studentenzeitung der Boston University, war die erste Episode in Japan informativ und unterhaltsam, wenn auch bisweilen glanzlos und problematisch. Page zweifle lobenswert die fragwürdige Aktion zweier heterosexueller Frauen an, sich regelmäßig explizite Yaoi-Hörbücher anzuhören, während Daniel trotz einiger überzeugender Momente im Großen und Ganzen überflüssig wirke. Die Sequenz, in der sich ein junger Mann vor seiner Mutter outet, gleiche zwar ein bisschen zu sehr einer dramatischen, hoch instrumentalisierten Enthüllung bei Maury Povich, aber die Reaktion der Mutter sei dafür unbestreitbar herzzerreißend. Die Erkundung sowohl der „glitzernden, spaßigen“ Seite als auch der oftmals schmerzhaften Realität führe zu einem erstaunlich ausgeglichenen Porträt des Alltags japanischer LGBT-Personen. Die Hochzeit zwischen Page und Daniel in einem Zen-Tempel sei einer der schwächsten Teile der Sendung, da zwar die weltoffene Einstellung des Priesters interessant sei, allerdings liege der Fokus fast nur auf Page und Daniel, deren Persönlichkeiten nicht stark genug seien, um die Aufmerksamkeit der Zuschauer zu halten. Ihre Gelübde sollten berühren, allerdings wisse man dafür nicht genug über ihre Freundschaft. Auch sei die Nicht-Erwähnung von Bisexualität enttäuschend, was aber nicht an Vice, sondern der allgemeinen Unsichtbarkeit bisexueller Personen liege. Trotz dieser Makel gelinge es Gaycation, Japans LGBT-Gemeinschaft nicht zu „exotisieren“ oder das Land nicht als rückständig zu präsentieren. Die Betroffenen würden nicht als Opfer dargestellt, die gerettet werden müssen, zudem sei die Illustration der progressiven, verspielten als auch der bedrückenden, ernsten Elemente queerer Kultur etwas, das vergangenen Vice-Reisendungen nicht immer gelungen wäre. Dank ihres einzigartigen Dokumentations-Formats komme Gaycation der Darstellung nicht-heterosexueller Realität wahrscheinlich näher als alle anderen vorherigen Fernsehserien.
Brian Moylan schrieb im The Guardian, dass das als Reise-Dokumentation beworbene Programm eher eine Obduktion queerer Kultur in mehreren Ländern weltweit sei. Page und Daniel gingen bei ihren Reisen und Interviews in den jeweiligen Ländern dieser wirklich auf den Grund, allerdings fehle es den Moderatoren am Charisma einiger ihrer Gesprächspartner. Sie behandelten LGBT-Kultur mit einer Unantastbarkeit, die zumeist Universitäts-Campus vorenthalten sei, die Angst haben, jemanden durch kleinste Form der Kritik zu beleidigen.
David Goldberg bezeichnete Gaycation in der LGBT-Publikation OutSmart sowohl als anthropologische Dokumentation als auch persönliches Narrativ über die Entdeckung der größeren Welt jenseits des eigenen queeren Alltags. Auf jede düstere Szene folgten bahnbrechende Momente der Freude und des Optimismus. Es sei erfrischend, dass die Moderatoren, die durch ihre Neugier ihr volles Potential entfalteten, keine erfahrenen, internationalen Reporter sind, auch wenn sie manchmal „fehl am Platz“ wirkten. Durch die Reflexion ihrer persönlichen Ansichten während der Konfrontation mit den „Schrecken und Herrlichkeiten des Reisens“ würden sie das Erwachen von „ungeouteten zu vollkommen wissenden“ Personen auf einem verantwortungsvollen, globalen Maßstab verkörpern. Die Sendung vertrete die Ansicht, dass ein Coming-out der Anfang einer größeren Mission und nicht ein schneller Weg zur Selbstzufriedenheit sein sollte. Gaycation sei ein Aufruf, für die lokale und globale LGBT-Gemeinschaft aufzustehen, sowie eine Erinnerung an die Schauspiele, die die Welt zu bieten habe, wenn man auch willens ist, nach ihnen zu suchen.

## Auszeichnungen (Auswahl)
Emmy
- 2016: Nominierung in der Kategorie Bestes unstrukturiertes Reality-Programm[27]
- 2017: Nominierung in der Kategorie Bestes unstrukturiertes Reality-Programm[28]

GLAAD Media Award
- 2017: Nominierung in der Kategorie Bestes Reality-Programm[29]
- 2018: Nominierung in der Kategorie Bestes Reality-Programm[30]

Imagen Award
- 2017: Auszeichnung in der Kategorie Bestes Informations-Programm[31]